# 若雷
若雷（[ˈʐɔrɨ]）是波蘭南部西里西亞省的城市，人口約6.2萬。距離卡托維茲30公里，鄰近雷布尼克、亞斯琴別-茲德魯伊等城市。第二次世界大戰期間，納粹德國自1939年9月1日佔領該鎮。

## 友好城市
- 法國 蒙索莱米讷

## 外部連結
- Jewish Community in Żory （页面存档备份，存于） on Virtual Shtetl